# Risa Shimizu
Risa Shimizu (født 15. juni 1996) er en japansk fodboldspiller. Hun spiller på Japans kvindefodboldlandshold.

## Japans fodboldlandshold
| Japans landshold | Japans landshold | Japans landshold |
| År               | Kmp              | Mål              |
| ---------------- | ---------------- | ---------------- |
| 2018             | 19               | 0                |
| Total            | 19               | 0                |